# Ivar Hjertén
Nils Ivar Folke Hjertén, född 17 oktober 1870 i Skara, död 8 februari 1955 i Stockholm, var en svensk skolman, filolog och litteraturforskare. Han var bror till Hakon Hjertén.
Hjertén blev filosofie doktor i Uppsala 1902, lektor i Hudiksvall samma år och i Västerås från 1913. Hjertén, som företagit ett stort antal utländska studieresor och genom flerårig vistelse i Italien förvärvat intim kännedom om detta lands forntids- och nutidskultur, har förutom talrika artiklar i dagspressen utgett Fabel och anekdot inom Sveriges 1700-talslitteratur (1910), Fänrik Ståls sägner (1913, med inledning och kommentar), Den romerske gladiatorn (1923), Mussolini och den nya demokratien (1924) samt Vålnader på Palatinen (1926).